# Heinrich Grothues
Heinrich Grothues (* 4. Februar 1892 in Liesborn; † 6. Januar 1982) war ein deutscher Bibliothekar.

## Wirken
Heinrich Grothues studierte Geschichte, Germanistik und Romanistik an der Universität Münster und promovierte dort 1921, das Staatsexamen legte er ein Jahr später ab. 1922 trat er als Volontär in den Dienst der Universitätsbibliothek Münster ein, seit 1925 war er als Bibliothekar an der Universitätsbibliothek Kiel tätig und wurde 1937 ihr stellvertretender Direktor. Im Jahre 1941 wurde er an die Universitäts- und Landesbibliothek Straßburg abgeordnet. 1946 wurde er kommissarischer Direktor der Universitätsbibliothek Kiel, die er dann von 1948 bis 1959 als ihr Direktor leitete. 
Durch alliierte Luftangriffe auf die Stadt Kiel wurde die Universitätsbibliothek Kiel 1942 und 1944 sehr stark zerstört und verlor einen großen Teil ihrer Bestände. Unter der Leitung von Grothues wurde die Bibliothek wieder benutzbar gemacht und der Literaturbestand ergänzt und erweitert.

## Schriften
- Studien zur Entwicklung der weltlichen Zensur. Dissertation Universität Münster 1921.
- Tauschpartner des Naturwissenschaftlichen Vereins für Schleswig-Holstein. In: Schriften des Naturwissenschaftlichen Vereins für Schleswig-Holstein, Bd. 29 (1959), S. 90–109.